# 彭佳嶼燈塔
彭佳嶼燈塔（英語：Pengjia Lighthouse），是一座位於臺灣基隆市彭佳嶼的燈塔，該燈塔落成於1909年。是臺灣地區第一座磚造燈塔，也是台灣第三高的燈塔建築。
2015年11月17日，彭佳嶼燈塔被指定爲基隆市市定古蹟，後於2021年12月3日升格為國定古蹟。

## 沿革

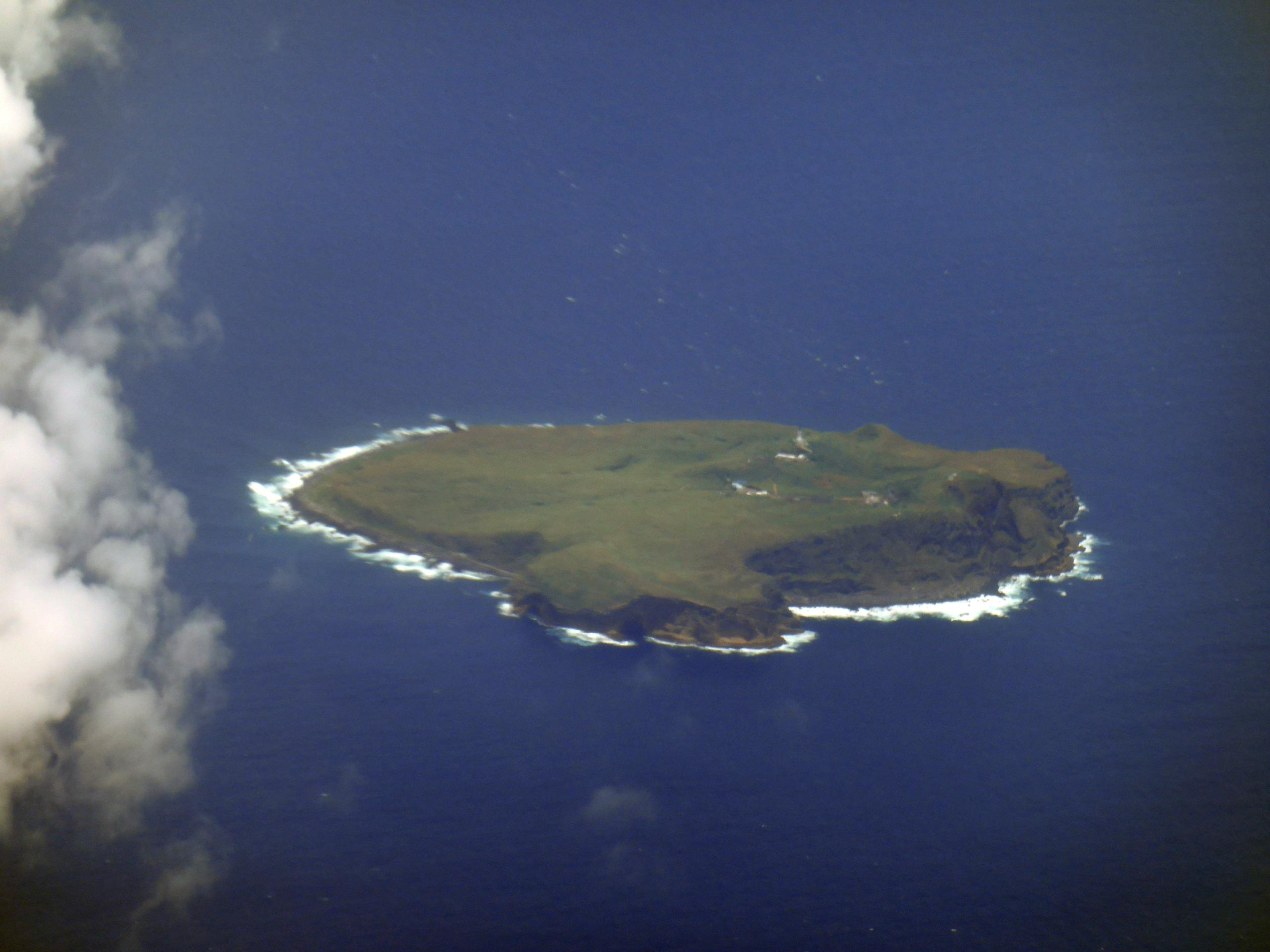
從空中俯勘彭佳嶼，島上白色建築物為彭佳嶼燈塔

彭佳嶼燈塔動工於日治時期，1906年，總督府海事官三村三平、小關世男雄和技手尾原菊三會同登嶼，著手調查燈塔的適當建設位置，1906年正式始建，原本預定在1908年完工，但是因為製造廠方面延遲交貨與遭遇強烈東北季風，造成周圍海域海象不佳，所以無法安裝燈器等零件。1909年5月上旬，燈器等零件才送到彭佳嶼，並在該年7月完成後續興建工程，最後燈塔在9月20日正式啟用。在此同時，為了指引搬運材料的船隻而於1907年所設的臨時燈桿也予以拆除。
第二次世界大戰時，彭佳嶼屢遭盟軍轟炸。在1945年1月9日被首次轟炸後，燈塔便因燈具受損而失去作用。後來在該年的1月11日、5月15日與5月16日燈塔又被轟炸而造成燈塔與房舍的嚴重毀損。戰後，燈塔由中華民國海關接收並於1946年6月19日修復，後來在1948至1949年期間，又將附近原本為四坡式木造鋪瓦屋頂的磚造辦公室及宿舍改建，而成為現在的磚牆水泥平頂建築，目前航港局有五名「燈塔守」駐守彭佳嶼。補給物資及人員更替均由運星艦每月2次運補供給，由於彭佳嶼目前仍為軍事管制區，且交通極為不便，故航港局尚未開放民眾參觀燈塔。
2001年歷史建築百景徵選活動中，彭佳嶼燈塔被票選為第12名，2021年12月3日，文資審議委員審議通過，將彭佳嶼燈塔從基隆市市定古蹟升格為國定古蹟，後則正式公告。

## 燈塔結構
彭佳嶼燈塔位於彭佳嶼東部火山口附近高點處，為底座呈八角形的圓形白色磚造燈塔，塔身具有12圈鐵欄杆，以方便人員進行油漆及養護；燈器室則採用巴比爾、貝納德和蒂雷訥公司（BBT）所製作的水晶折光透鏡頭等鏡機。塔頂及透鏡部分區域，尚保留二次大戰期間遭盟軍轟炸掃射的痕跡，除了燈塔之外，周圍附屬建築包含吏員休息所、霧砲臺兼火藥庫、貯水池、置物間等設施，另設有軍事設施、烽火台遺跡與彭佳嶼氣象站。

- 塔高：26.2公尺。
- 塔身塗色・構造：白色磚造圓塔，底座則呈八角形，與一棟方形屋舍連接。
- 燈高：145.5以高潮面至燈火中心計。
- 燈器：白熱石油燈，配備一等旋轉透鏡與雾号（過去是霧砲）。一等旋轉透鏡直徑達1840毫米，為台灣地區最大的透鏡。透鏡可見到二次大戰期間留下的彈痕[10]。
- 燈質（頻率）：每15秒閃一次白光。
- 光力：白光864,000燭光。[3]
- 公稱光程：25.3浬。
- 明弧：四週皆見燈光，但在距離該島2浬內264度-316度被本島遮蔽，不見燈光。
- 管轄機關：燈塔原為財政部關務署管理，2013年1月1日轉交由交通部航港局管轄。
- 人員編制：一名主任管理員與四名技工。所需的生活物資仰賴每月來自基隆的補給船供應，可輪流返回臺灣休假。
- 開放參觀與否：否。

## 外部連結
- 彭佳嶼燈塔——交部航港局 （页面存档备份，存于）
- 彭佳嶼燈塔——文化部文化資產局 （页面存档备份，存于）
- 彭佳嶼燈塔 - 典藏總覽-海運數位博物館 （页面存档备份，存于）